# Municipio de General Cepeda
El municipio de General Capeda es uno de los 38 municipios que conforman el estado mexicano de Coahuila de Zaragoza, recibe su nombre en honor del Gral. Victoriano Cepeda Camacho, su cabecera es el pueblo de General Cepeda.

## Geografía
El municipio de General Cepeda se localiza en el sureste del estado de Coahuila, entre las coordenadas 101° 12' y 101° 53' longitud oeste y entre 25° 12' y 25° 56' latitud norte, a una altura que va de un máximo de 2 000 a un mínimo de 400 metros sobre el nivel del mar.
Se encuentra ubicado en la zona sur del estado de Coahuila, aproximadamente a la mitad entre la Comarca Lagunera y la zona de Saltillo, sus límites son al norte y al este con el municipio de Ramos Arizpe, al sur con el municipio de Saltillo y al oeste con el municipio de Parras. 
Su extensión territorial es de 2646.135 kilómetros cuadrados, los cuales representan el 1.7% de la totalidad del territorio del estado de Coahuila. Se localiza a una distancia aproximada de 50 km en línea recta de la capital del Estado.

### Orografía e hidrografía
La mayor parte de General Cepeda es plano, sin embargo existen dos serranías de importancia, la Sierra de La Paila en el norte del territorio y la Sierra de Patos ubicada en el sur y en la cercanía de la cabecera municipal, esta última sierra es considerada como una continuación de la Sierra de Parras que proviene del municipio vecino del mismo nombre. Al oeste del municipio se encuentra el Cerro Marte.
Las principales corrientes del municipio son una serie de arroyos que nacen en la sierra de Patos y que atraviesan el municipio andentrándose después en los vecinos de Saltillo y Ramos Arizpe, el principal de estos es el Arroyo de Patos. Hidrológicamente el territorio forma parte de dos cuencas diferentes, los extremos noroeste y suroeste del territorio forman parte de la Cuenca de las Lagunas de Mayrán y Viesca y a la Región hidrológica Nazas-Aguanaval, todo el resto del municipio pertenece a la Cuenca del Río Bravo-San Juan y a la Región hidrológica Bravo-Conchos, por lo cual el municipio de General Cepeda es dividido por dos vertientes, la de las cuencas interiores y la vertiente del Golfo de México.

### Clima y ecosistemas
El clima registrado en General Cepeda varía de acuerdo con la orografía y altitud del territorio, siendo uno de los municipios con mayor variedad de climas en el estado de Coahuila, en el extremo sur del territorio se registra clima Templado húmedo con lluvias escasas todo el año, siendo donde se registra en las altitudes de la Sierra de Patos, este clima continúa hacia la Sierra de Artega, famosa zona boscosa del sur de Coahuila, avanzando hacia el norte le sigue una pequeña franja con clima Semiseco templado, luego otro sector con clima Seco semicálido y el resto del municipio, equivalente aproximadamente a la mitad del territorio registra clima Muy seco semicálido.
La temperatura media anual que se registra sigue exactamente el mismo patrón que el de los climas, comenzando con la temperatura menor en el sur del municipio, con un rango de 12 a 14 °C, siguiendo hacia el norte una franja de 14 a 16 °C y otra de 16 a 18 °C ambas pequeñas, siguiendo dos grandes zonas, la primera de 18 a 20 °C y finalmente hacia el extremo norte superior a los 20 °C; finalmente la precipitación media anual vuelve a seguir el mismo patrón, comenzando al sur con un rango de 400 a 500 mm, siguiendo al norte sigue una zona con 300 a 400 mm y luego de 200 a 300 mm, una zona en el extremo noroeste del territorio registra un rango inferior a los 200 mm.
Siguiendo el mismo sentido de los climas y las precipitaciones, estas determinan la flora que se produce en cada una de esas zonas, así en el sur encontramos bosque templado y luego pastizal, en el resto del municipio abunda el matorral desértico, a excepción de zonas centrales donde se realiza agricultura tanto de riego como de temporal.

## Demografía
La población de General Cepeda según el Censo de Población y Vivienda de 2010 llevado a cabo por el Instituto Nacional de Estadística y Geografía es de un total de 11 682 habitantes.
La densidad poblacional asciende a 4.41 habitantes por kilómetro cuadrado.

### Localidades
En el Censo de 2020 el municipio de General Cepeda contaba con 140 localidades.
| Código INEGI      | Localidad              | Población (2020) |
| ----------------- | ---------------------- | ---------------- |
| 050110001         | General Cepeda         | 5 535            |
| 050110052         | El Pilar de Richardson | 379              |
| Otras localidades | Otras localidades      | 5 984            |
| Total municipal   | Total municipal        | 11 898           |

## Política
El gobierno del municipio de General Cepeda le corresponde al Ayuntamiento el cual es formado por el presidente municipal, el Síndico y un cabildo integrado por seis regidores, de los cuales cuatro son electos por mayoría relativa y dos mediante representación proporcional, todos son electos para un periodo de cuatro años renovables para un único periodo inmediato.
El Ayuntamiento entra a ejercer su cargo el día 1 de enero del año siguiente en que tuvo verificativo el proceso electoral.

### Representación legislativa
Para la elección de diputados, tanto locales al Congreso de Coahuila como federales a la Cámara de Diputados de México, el municipio de General Cepeda se encuentra integrado dentro de los siguientes distritos electorales:
Local:
- Distrito electoral local 12 de Coahuila con cabecera en Ramos Arizpe.[14]

Federal:
- Distrito electoral federal 7 de Coahuila con cabecera en la ciudad de Monclova.[15]